# Trichopsomyia apisaon
Trichopsomyia apisaon är en tvåvingeart som beskrevs av Walker 1849. Trichopsomyia apisaon ingår i släktet gallblomflugor, och familjen blomflugor. Inga underarter finns listade i Catalogue of Life.